# Cophura getzendaneri
Cophura getzendaneri là một loài ruồi trong họ Asilidae. Cophura getzendaneri được Wilcox miêu tả năm 1959. Loài này phân bố ở vùng Tân Bắc giới.